# Pierre Villey
Pierre Louis Joseph Villey-Desmeserets (* 5. Oktober 1879 in Caen; † 24. Oktober 1933 in Evreux) war ein blinder französischer Romanist und Literaturwissenschaftler.

## Leben und Werk
Villey machte (trotz Blindheit ab dem 4. Lebensjahr) eine Karriere als Gelehrter. Er studierte ab 1900 an der École normale supérieure und bestand 1904 die Agrégation de lettres. Er habilitierte sich 1908  mit den beiden Thèses Les sources et l’évolution des Essais de Montaigne (2 Bde., Paris 1908, 1933, New York 1968, Osnabrück 1976) und Les livres d'histoire moderne utilisés par Montaigne. Contributions à l'étude des sources des "Essais". Suivi d'un appendice sur les traductions françaises d'histoires anciennes utilisées par Montaigne (Paris 1908, Genf 1972). 1909 lehrte er an der Universität Clermont-Ferrand, ab 1910 als ordentlicher Professor für französische Literatur an der Universität Caen.

Villey engagierte sich an der Seite von Maurice de La Sizeranne (1857–1924) für die Verbesserung der Lage der Blinden und stand nach dessen Tod seiner zu diesem Zweck gegründeten Stiftung vor. Er erfand eine Steno-Schreibmaschine für Blinde.

Villey kam bei einem Zugunglück mit vielen weiteren Opfern ums Leben. In Paris und Caen sind Straßen nach ihm benannt.

Pierre Villey war der Sohn des Wirtschaftswissenschaftlers Edmond Villey (1848–1924)  und der Bruder des Physikprofessors Jean Villey (1885–1948)  sowie des Präfekten Achille Villey (1878–1955). Er war der Schwiegersohn von Émile Boutroux und der Schwager von Pierre Boutroux.

## Weitere Werke

### Romanistik
- Les sources italiennes de la ‘Défense et illustration de la langue française’ de Joachim du Bellay (Paris 1908, 1969)
- L'influence de Montaigne sur les idées pédagogiques de Locke et de Rousseau, Paris 1911, New York 1971
- (Hrsg.) Les sources d'idées. XVIe siècle, Paris 1912
- Montaigne et François Bacon, Paris 1913, Genf 1973
- (Hrsg.) Pierre de Ronsard. Textes choisis et commentés, Paris 1914
- Les sources des ‘Essais’. Annotations et éclaircissements, Bordeaux 1920 (Bd. 4 der Montaigne-Ausgabe von Fortunat Strowski)
- Recherches sur la chronologie des oeuvres de Marot/Tableau chronologique des publications de Marot, Paris 1921, Genf 1973
- (Hrsg.) Les Essais de Michel de Montaigne. Nouvelle édition conforme au texte de l'exemplaire de Bordeaux, 3 Bde., Paris 1922-1923, 1930-1931, 1941, 1965, 1988, 1992, 1999, 2004
- Marot et Rabelais. Avec une table chronologique des oeuvres de Marot, Paris 1923, 1967
- Montaigne, Paris 1929, 1933, 1937
- Les "Essais" de Michel de Montaigne, Paris 1932, 1946
- (mit Grace Norton) Lexique de la langue des Essais de Montaigne et index des noms propres, Paris 1933, New York 1973, Hildesheim/New York 1981 (Bd. 5 der Montaigne-Ausgabe von Fortunat Strowski)
- Montaigne devant la postérité, Paris 1935

### Blindheitsforschung
- Le monde des aveugles. Essai de psychologie, Paris, 1914, 1922 (englisch: London 1922, 1930; tschechisch : Prag 1940; spanisch : Buenos Aires 1946)
- La pédagogie des aveugles, Paris 1922 (spanisch: Madrid 1924 ; tschechisch: Prag 1939)
- L'aveugle dans le monde des voyants. Essai de sociologie, Paris 1927
- Maurice de La Sizeranne, aveugle et bienfaiteur des aveugles, Paris 1932